# Lethrus apterus
Lethrus apterus is een keversoort uit de familie mesttorren (Geotrupidae). De wetenschappelijke naam van de soort werd in 1770 gepubliceerd door Erich Gustav Laxmann.